# Disque d'or - Sheila & B.Devotion
Albums de Sheila
Love me baby - Singin' in the rain
(1977) King of the World
(1980)
Disque d'or - Sheila & B.Devotion est le deuxième album studio disco de la chanteuse Sheila, sorti en 1979.
La quasi-totalité des chansons composant ce disque n'apparaissent sur aucun autre album studio de Sheila et ces titres correspondent à la période disco 1978/1979 de cette artiste.
C'est la raison pour laquelle, cette production peut être considérée comme un album studio de Sheila.
Pour fêter le 40ème anniversaire de la sortie de ce disque, une réédition est réalisée en 33 tours vinyle couleur OR en 2019.

## Liste des titres
1. Singin' in the rain (version courte - inédite sur un album) 4'22
2. I dont need a doctor 3'50
3. You light my fire 4'08
4. Love Me Baby 3'37
5. Shake me 4'43
6. Sunshine week-end 4'43
7. No no no no 4'13
8. Seven lonely days 3'47
9. Hôtel de la plage 3'53
10. Sheila come back 3'27
11. Gimme your loving 4'34
12. Tender silence of the night 4'19

bonus sur l'édition espagnole :
1. Spacer 3'51
2. Kennedy Airport 3'37.

## Les chansons inédites en album
1. You light my fire  2. Sunshine week-end  3. No no no no  4. Seven lonely days  5. Hôtel de la plage  6. Sheila come back  7. Gimme your loving  8. Tender silence of the night 9. Kennedy airport

## Production

### France
- Édition originale :
  - 33 tours / LP Stéréo  Carrère 67313 sorti en 1979
  - Cassette audio  Carrère 70313 sortie en 1979.

- Réédition :
  - 33 tours / LP Stéréo  Vinyle couleur Or, Warner, sorti en 2019

### Etranger
- Édition Album original :
  -  Espagne - 33 tours / LP Stéréo  Carrère Epic CAR 00004 sorti en 1979

À noter que cette édition espagnole contient en bonus le titre en français Kennedy Airport.

## Les extraits de l'album
- Kennedy Airport / Kennedy Airport (instrumental).
- You light my fire / Gimme your loving'.
- Seven lonely days / Sheila come back.
- Seven lonely days (new american recording) / Sheila come back.
- No, no, no, no / Tender silence of the night.
- Maxi 45 tours : You light my fire / Gimme your lovin'.
- Maxi 45 tours : Seven lonely days / Sheila come back.
- Maxi 45 tours picture disc : Seven lonely days (new american recording) / Sheila come back.
- Maxi 45 tours : No, no, no, no / Tender silence of the night / Sunshine week-end.

## Classement
Meilleur classement pour la réédition vinyle en 2019 :
| Pays   | Meilleure position |
| ------ | ------------------ |
| France | 141                |